# Округ Ноймаркт
Округ Ноймаркт (нем. Bezirk Neumarkt, Новотарский уезд, пол. Powiat nowotarski) — административная единица коронной земли Королевства Галиции и Лодомерии в составе Австро-Венгрии, существовавшая в 1867—1918 годах. Административный центр — Ноймаркт (ныне Новы-Тарг, Польша).
Площадь округа в 1879 году составляла 14,4615 квадратных миль (832,11 км2), а население 66 333 человек. Округ насчитывал 76 населённых пунктов, организованные в 74 кадастровых муниципалитета. На территории округа действовало 2 районных суда — в Новоторге и Коростенко.
После Первой мировой войны округ вместе со всей Галицией отошёл к Польше.